# Svarta sjö (Åhus socken, Skåne)
Svarta sjö är en sjö i Kristianstads kommun i Skåne och ingår i Helge ås huvudavrinningsområde.